# Titre honorifique dans l'Égypte antique
Parmi les titres honorifiques utilisés dans l'Égypte antique, on trouve souvent celui de sȝb ou sˁḥ, c'est-à-dire dignitaire, mais d'un rang inconnu. Toutefois, il est souvent observé que même de hauts fonctionnaires, à titre posthume, portent seulement ce titre, signifiant alors la supériorité, mais généralement il est en préfixe d'autres, tels que :
- | O16 | E17 | G47 | A1 |

| O16 | E17 | G47 | A1 |
- | E17 | K2 · N36 |

| E17 | K2 · N36 |
- | E17 | S29 |

| E17 | S29 |
- | E17 | Y3 | A1 |

| E17 | Y3 | A1 |
- | E17 | F20 | Y3 | Y1 · Z2 |

| E17 | F20 | Y3 | Y1 · Z2 |

Parmi les nombreux titres connus par des inscriptions relevées dans leur sépulture, on trouve les fonctions occupées de leur vivant :

## Entourage du pharaon
- Vizir (tjaty sab tjaty) : sorte de premier ministre, premier magistrat, il rend la justice de Maât au nom de Pharaon ;
- Confident du roi (Rekh-neswt) ;
- Compagnon de la maison royale (Semer-per-nesw) ;
- Grand des dix de Haute-Égypte (Wer-medj-shemaw) ;
- Membre de l'élite (iry-pat) ;
- Porte-sandale : scribe particulier du roi chargé de noter et de diffuser les décrets du pharaon ;
- Porte-enseigne (tja seryt) ;
- Porteur de l'éventail à la droite du roi (hebesou behet) ;
- Trésorier : haut fonctionnaire responsable des réserves royales de métaux (or, argent, cuivre, électrum...) et de la fiscalité concernant seulement les matières minérales, contrôlant une partie de l'administration du pays ;
- Supérieur des greniers : haut fonctionnaire chargé de gérer l'agriculture et de contrôler la fiscalité agricole (blé, orge, papyrus, lin) ;
- Directeur de la double maison blanche : fonctionnaire chargé de préserver et de gérer les réserves d'encens ;
- Directeur de la maison d'oliban : fonctionnaire chargé de préserver et de gérer les réserves d'oliban ;
- Directeur de la maison de myrrhe : fonctionnaire chargé de préserver et de gérer les réserves de myrrhe ;
- Scribe des comptes : scribe responsable de vérifier et de rentrer les revenus financiers du royaume ;
- Scribe de la table : scribe responsable de préparer les offrandes ;
- Scribe des archives royales : scribe ayant pour rôle de trier, de classer, de noter, de conserver les événements notables du pays, de la cour, de la famille du roi et bien entendu du pharaon lui-même ;
- Supérieur des ritualistes : scribe ayant pour fonction de seconder Pharaon durant les rites et de noter les événements au cours de ce rituel ;
- Chef des secrets : fonctionnaire chargé de veiller et de conserver tout ce qui est lié aux divinités. Il est également chargé de noter tous les événements extraordinaires que les anciens Égyptiens interprétaient comme divin ;
- Au courant de tous les secrets et affaires du roi (Herj-seshet-neb-hety-nebef-en-nesw) ;
- Supérieur de la maison de vie : fonctionnaire responsable des vieux manuscrits, le supérieur est également chargé de former les scribes. Le pharaon pouvait venir consulter des anciens papyrus car la maison de vie faisait office de bibliothèque sacrée ;
- Grand intendant : ce fonctionnaire n'était pas vraiment un conseiller, il dirigeait et veillait à ce que les ordres soit bien exécutés par les domestiques qui étaient sous ses ordres ;
- Grand directeur de Haute-Égypte ;
- Supérieur des gardiens de sceaux : titre qui disparaît après Amenhotep III ;
- Scribe du courrier royal ;
- Juge et chef des préposés au courrier ;
- Scribe du bureau des archives ;
- Trésorier du dieu ;
- Chef de l'administration du harem ;
- Scribe de la porte du harem ;
- Gardien des portes ;
- Directeur des repas (Kherep-seh) ;
- Chef des coiffeurs du palais ;
- Chef des barbiers ;
- Directeur des bassins jumeaux de la maison royale (Kherep-merwy-perwer) ;
- Enfant du Kep.

## Armée
- Chef des armées ;
- Général des armées ;
- Amiral de l'Empire chargé de surveiller les navires de l'État ;
- Directeur du dépôt d'armes ;
- Commandant en chef des recrues ;
- Chef de troupe ;
- Chef des Medjaÿ (mḏȝy) ;
- Soldat.

## Temples
- Grand prêtre de Ptah ;
- Grand prêtre d'Amon ;
  - Premier prophète d'Amon ;
  - Second prophète d'Amon ;
  - Troisième prophète d'Amon ;
  - Quatrième prophète d'Amon ;
- Divine adoratrice d'Amon ;
- Chef des pesées de l'or d'Amon ;
- Compteur des grains du grenier d'Amon ;
- Premier prophète d'Hathor ;
- Chef des prêtres-lecteurs ;
- Prêtre-sem ;
- Chef des prêtres sous la couronne rouge de Haute-Égypte (Sekhem-hemw-dechert) ;
- Serviteur du Dieu Akhty (Hem-netjer-Akhty) ;
- Serviteur de Dieu dans le temple du roi Nebka (Hem-netjer-hwt-netjer-Nebka).

## Chantiers
- Directeur des travaux du roi ;
- Chef des ouvriers du dieu ;
- Serviteur dans la Place de Vérité.

## Nomes
- Nomarque (ḥrj tp ꜥꜣ) : fonctionnaire qui administre un nome (province) au nom du pharaon ;
- Régisseur de la « ville du Sud » (Thèbes) ;
- Maire de Memphis ;
- Directeur d'entrepôt ;
- Directeur des champs ;
- Directeur des scribes des champs.